# هشام سلیم
هشام سلیم (عربی: هشام سليم؛ زادهٔ ۲۷ ژانویهٔ ۱۹۵۸) هنرپیشه، و بازیگر سینما اهل مصر است. اواز دوران کودکی در عرصه سینما وتلویزیون فعال بوده‌است.